# Éric Barbeau
Pour les articles homonymes, voir Barbeau.
Éric Barbeau est un communicateur et entrepreneur canadien, né à Québec, le 29 septembre 1967, qui œuvre en journalisme, en photoreportage et en gestion de crise.

## Parcours

### Journalisme
Éric Barbeau a commencé sa carrière de journaliste comme animateur radio à CISM-FM à l'Université de Montréal en 1988 et 1991 et en tant que rédacteur en chef du journal étudiant Montréal Campus de l'UQAM en 1989-1990.
Après son passage en journalisme étudiant, il a collaboré au réseau NTR et à diverses publications à titre de journaliste indépendant. Une de ses enquêtes journalistiques publiée dans l’hebdomadaire Voir sur le "Prix du meilleur commerce" a créé la controverse en 1992 et permis d’écrire une page de l’histoire du droit des médias au Québec. Le promoteur Pelcom Marketing ayant d’abord obtenu une injonction empêchant de diffuser toute information sur le sujet, un front commun des médias québécois s’est formé à l’automne 1992 pour contester cette injonction au nom de la liberté de la presse. L’injonction a finalement été rejetée par la Cour d’appel 19 mois plus tard dans une décision unanime.
Entre 1998 et 2005, Éric Barbeau a aussi signé des reportages dans le magazine L’Actualité, Affaires Plus, Jobboom, Ciel Variable et En Route. Il a aussi écrit de nombreux articles portant sur l’état du journalisme au Québec pour le magazine -trente- publié par la Fédération professionnelle des journalistes du Québec.
Éric Barbeau a représenté Radio-Canada au concours international de reporter radio de la Communauté des radios publiques de langue française (CRPLF) en 1992, où il a terminé deuxième lors de l’épreuve internationale. À l’été 1992, il a co-écrit avec Michel Labrecque et Monique Belzil la série d’affaires publiques radio Le Péril jeune, qui portait sur la génération X. Il a aussi travaillé à la radio de Radio-Canada à Vancouver en 1993, où il a couvert la scène régionale, nationale et internationale depuis la côte ouest. Éric Barbeau s’est joint à l’équipe de l’émission d’affaires publiques radio Tout compte fait en 1994. Son enquête sur les pratiques douteuses des huissiers de justice, à l‘époque, a mené à la création d’un Ordre professionnel des huissiers en 1995.  Par la suite, Éric Barbeau a œuvré comme journaliste d’enquête à l’émission La facture de 1996 à 1999 et il a été journaliste-présentateur des informations radio de 1999 à 2004 dans la salle de nouvelles nationales et internationales.

### Photoreportage
En 2004, les images d'Éric Barbeau de la crise haïtienne ont entre autres été publiées par le quotidien La Presse et Amnistie Internationale et lui ont valu d’être finaliste pour l’obtention du prix de la meilleure photo de reportage aux Prix du magazine québécois en 2005 pour une série d’images publiées dans le magazine -trente-.

### Milieu des affaires
Éric Barbeau s’est consacré à la vente corporative et au développement des affaires à partir de 2005. Il a été vice-président des ventes mondiales de la compagnie Soluteo. Il s’est joint à l’agence de relations publiques Casacom en 2012 et a notamment été actif durant la crise ferroviaire de Lac-Mégantic. En 2014, Éric Barbeau fonde PROXIBA, un cabinet de relations publiques spécialisé en gestion de crise. Il a notamment conseillé l'entreprise Emballages Bettez dans la gestion de la crise entourant l’arrestation du fils du fondateur de l’entreprise en août 2016,

## Prix et distinctions
- Prix NTR 1991
- Finaliste meilleur documentaire, Festival Vues d'Afrique, 1991
- Finaliste bourse René Payot, 1992[15]
- Mention honorable, Prix du magazine canadien, 2000
- Meilleur dossier thématique, Grand prix des magazines du Québec, 2001
- Finaliste Prix des magazines québécois, Photoreportage, 2005
- Award of Merit 2015 for Achievement in Professional Development de l’IABC (International Association of Business Communicators)